# (34364) 2000 RZ30
2000 RZ30 (asteroide 34364) é um asteroide da cintura principal. Possui uma excentricidade de 0.04524850 e uma inclinação de 7.89451º.
Este asteroide foi descoberto no dia 1 de setembro de 2000 por LINEAR em Socorro.